# Lyonia mariana
Lyonia mariana är en ljungväxtart som först beskrevs av Carl von Linné, och fick sitt nu gällande namn av David Don. Lyonia mariana ingår i släktet Lyonia och familjen ljungväxter. Inga underarter finns listade i Catalogue of Life.

## Bildgalleri

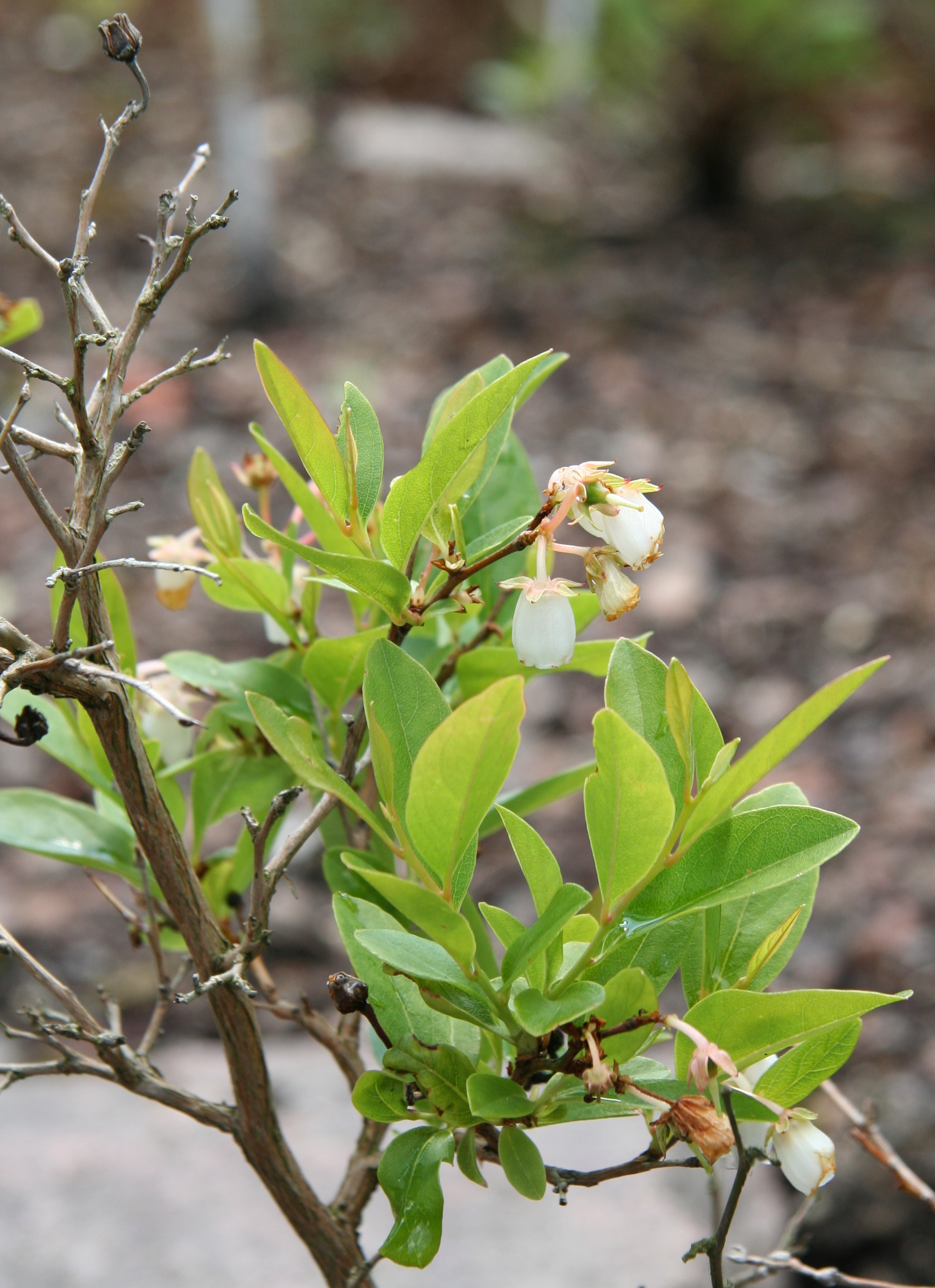
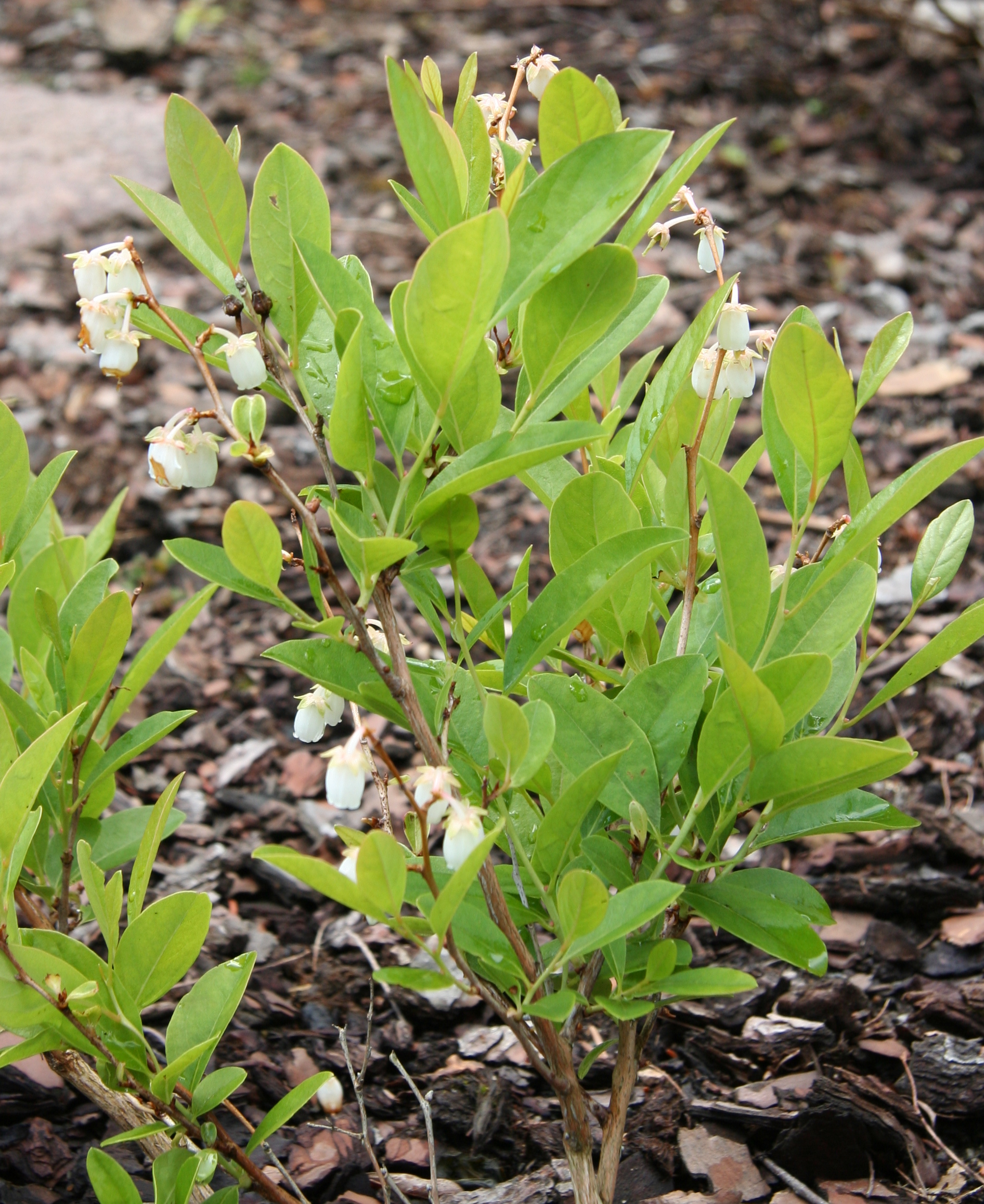
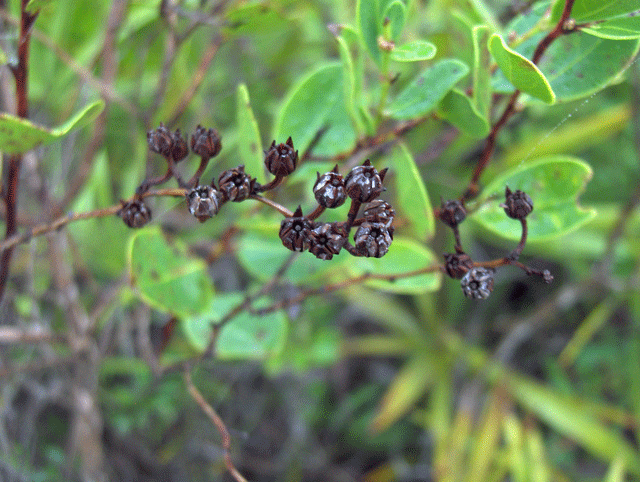